# Kearney Zzyzwicz
Kearney Zzyzwicz est un des personnages récurrents de la série télévisée d'animation Les Simpson. Il est doublé par Nancy Cartwright dans la version originale, par Régine Teyssot dans la version française et par François Sasseville en français québécois. Kearney est apparu pour la première fois à la télévision dans le court métrage Bart a perdu la tête, le 25 février 1990 aux États-Unis et le 26 janvier 1991 en France. Il a été créé par le dessinateur Matt Groening, à qui il avait été fait appel pour lancer une série de courts métrages basée sur Life in Hell, mais celui-ci a décidé de créer un nouvel ensemble de personnages.
Âgé de vingt-deux ans, Kearney est un élève de l'école élémentaire de Springfield, dans la même classe que Bart Simpson. Il est le fils d'un père divorcé. Les traits de caractère les plus importants de Kearney sont sa brutalité, son attitude rebelle et son manque de respect envers l'autorité. Il est né le 22 juillet 1973, donc majeur, et apte à conduire une voiture, comme le montre son apparition dans l'épisode La Femme au volant. Il a un très jeune fils qui est son portrait craché, mais qui est bien plus raisonnable que son père. Il est apparu dans d'autres médias sur le thème des Simpson, dont des jeux vidéo, un film, The Simpsons Ride, des publicités et des bandes dessinées, et a inspiré toute une gamme de produits dérivés.

## Rôle dansLes Simpson
La série d'animation Les Simpson se place dans une chronologie généralement admise comme se déroulant durant l'année actuelle, mais où les personnages ne vieillissent pas physiquement. Dans plusieurs épisodes, les événements sont liés à des périodes spécifiques mais la chronologie s'est ensuite parfois contredite. La mère de Kearney est une danseuse de burlesque dépressive, et se traite avec des médicaments, et Kearney en souligne cette principale raison de gain de poids. Elle est soit dans un hôpital psychiatrique, soit dans une prison. Le père de Kearney est un tyran. Il s'est disputé avec Homer Simpson dans la taverne de Moe dans un des épisodes de la série.
Il est le chef d'un groupe d'élèves rebelles et brutaux et est constamment avec ses compères Jimbo et Dolph. Plus tard, il devient vice-principal de l'école élémentaire de Springfield, avec toujours Seymour Skinner comme principal. Il sera également le garde du corps de Lisa Simpson quand elle devient présidente des États-Unis. Dans Holidays of Future Passed et La Femme au volant, Kerney a fait de la prison avec Bart mais exerce maintenant comme chauffeur de taxi, où il prendra Maggie Simpson. Dans Le Frère de Bart, Kearney affirme que ses parents ont une méthode de contraception efficace : ils ne se voient qu'une fois par an, le jour où la prison et l'hôpital psychiatrique ont une journée portes ouvertes commune.

## Personnage

### Création et apparence

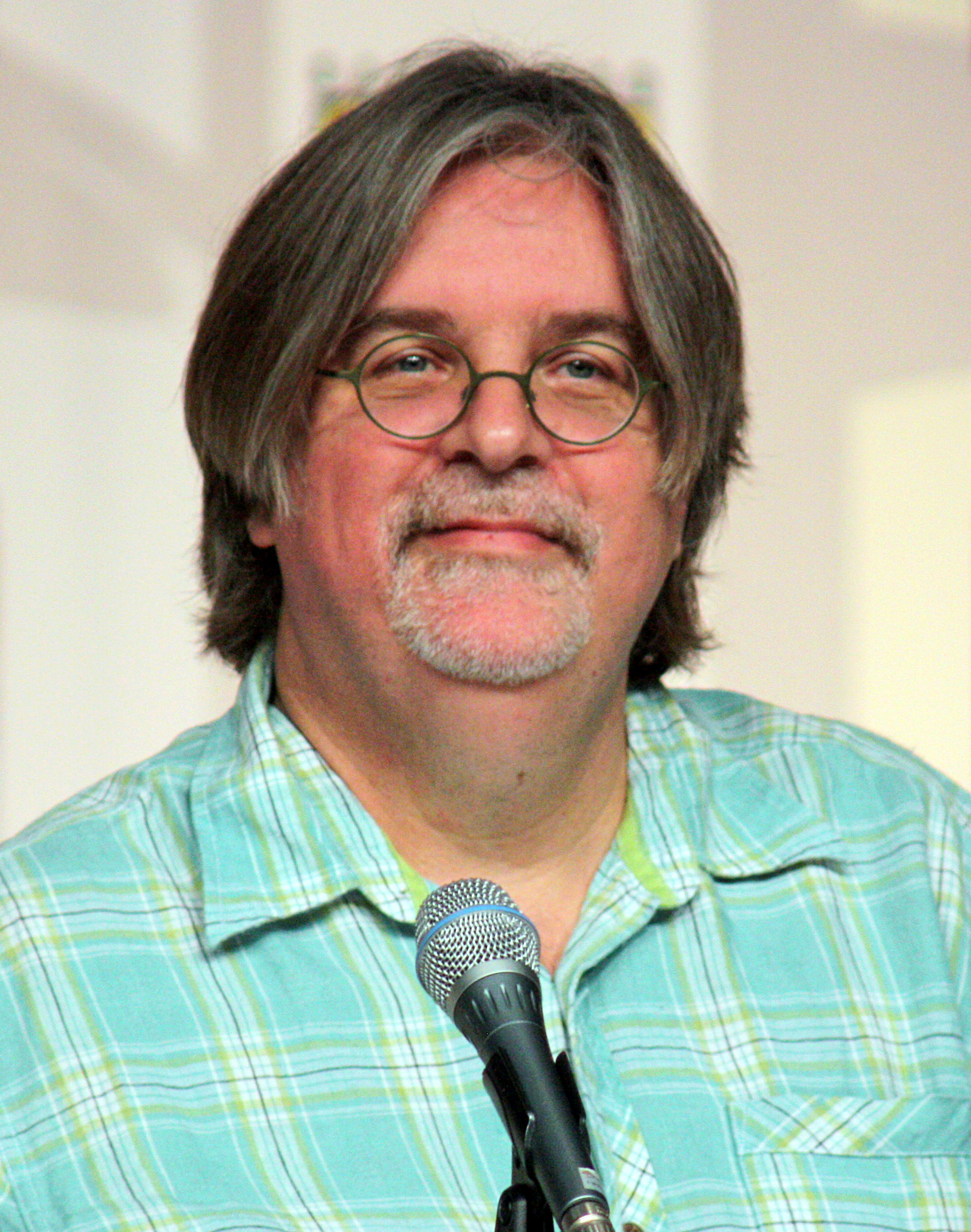
Matt Groening en 2009.

Matt Groening a conçu Kearney à partir du nom de la rue « Kearney Street » à Portland, Oregon, où lui-même y a grandi.
Kearney, comme de nombreux personnages des Simpson, est jaune de peau. L'apparence originale de Kearney, celle des premiers courts métrages, présente une chevelure absente. La forme de sa tête est basique et ronde. Il porte un tee-shirt blanc, un short bleu foncé et des bracelets à pointes.

### Voix
La voix originale de Kearney est enregistrée par Nancy Cartwright, qui double également de nombreux autres personnages dans la version originale, comme Nelson Muntz, Ralph Wiggum, Todd Flanders et Bart Simpson. Le 13 mars 1987, Nancy Cartwright auditionnait pour le rôle de Lisa. Après être arrivée à l'audition, elle a trouvé que Lisa était trop décrite comme la « cadette » et qu'elle n'avait, à l'époque, que peu de personnalité. Nancy Cartwright est la seule des six voix originales principales à s'être entraînée sur son jeu de voix avant de commencer la série.
Cartwirght est rarement reconnue en public malgré la célébrité des Simpson. Durant la première saison des Simpson, le réseau Fox n'a pas autorisé Cartwright à donner des interviews car ils ne voulaient pas faire savoir que Bart était interprété par une femme.
Jusqu'en 1998, Cartwright était payée 30 000 $US par épisode. Durant un conflit de paye en 1998, le réseau Fox a menacé de remplacer les six acteurs principaux par de nouveaux, allant même jusqu'à préparer un casting pour les nouvelles voix. Cependant, le différend a été réglé et Cartwright a reçu 125 000 $US par épisode jusqu'en 2004 après quoi les acteurs ont demandé à être payés 360 000 $US par épisode. Le problème a été résolu un mois plus tard et Cartwright gagnait 250 000 $US par épisode. Depuis les nouvelles négociations de salaires en 2008, les acteurs des voix originales reçoivent approximativement 400 000 $US par épisode.
La voix française de Kearney est celle de Régine Teyssot. Le sportif québécois qui double Kearney est François Sasseville.

## Réception

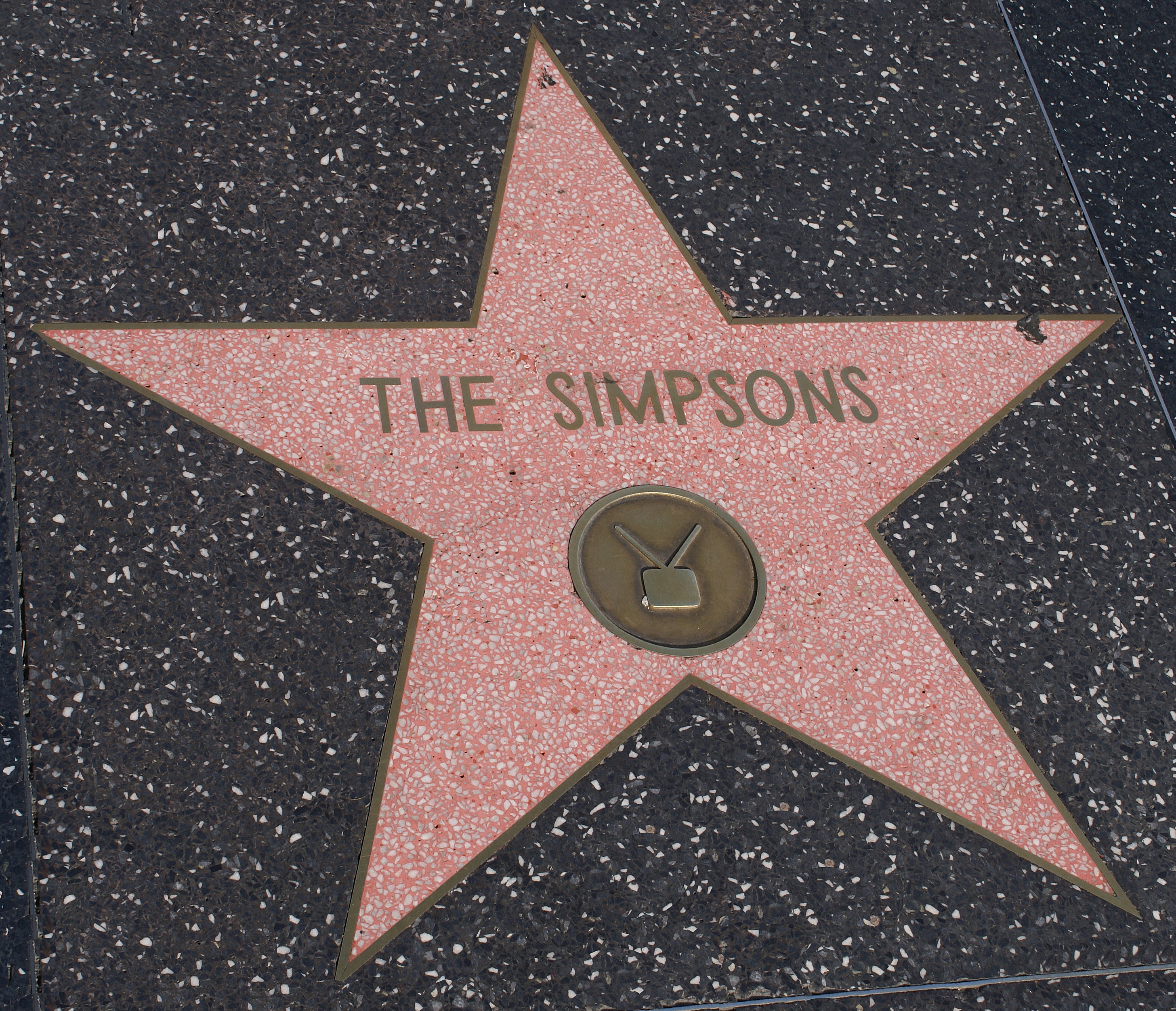
Étoile des Simpson sur le Walk of Fame, à Hollywood.

À la 44e cérémonie des Primetime Emmy Awards en 1992, Cartwright a remporté une récompense pour son excellente performance de voix-off de Kearney dans l'épisode de la saison 3 Le Flic et la Rebelle. Elle a partagé cette récompense avec cinq autres doubleurs des Simpson. Divers épisodes dans lesquels Kearney joue un rôle important ont également été nommés pour des Emmy Awards dans la catégorie du meilleur programme d'animation. En 1995, Cartwright a remporté un Annie Award dans la catégorie des doublages dans le domaine de l'animation, pour son interprétation de Kearney dans un épisode.